# Neoistituzionalismo
Il neoistituzionalismo è una prospettiva teorica secondo la quale le istituzioni in senso ampio vengono analizzate come strutture cognitive, normative e di regolazione che fanno sì che il comportamento individuale risulti più come il riflesso di pressioni esterne che lo definiscono e lo condizionano che come il riflesso di scelte intenzionali. Alla sua base, infatti, ci sono i seguenti fattori:
- la riaffermazione del ruolo centrale delle istituzioni, intese come un insieme di regole del gioco, routine, abitudini, procedure, stili decisionali o persino norme sociali;
- una conseguente rinnovata attenzione per il dettaglio delle strutture politiche;
- un ovvio collegamento con la precedente tradizione delle analisi istituzionali.

Il neoistituzionalismo è lo sforzo di sintesi tra il normativismo e l'istituzionalismo e i suoi maggiori esponenti sono McCormick e Weinberger. Il concetto centrale è che i fatti istituzionali, fatti reali e concreti come quelli naturali, hanno tuttavia una realtà che dipende non soltanto da dati materiali ma anche e soprattutto dalla interpretazione di questi dati alla luce di norme e di regole.
Il neo-istituzionalismo è utilizzato in modo relativamente prevalente nella disciplina della scienza politica in questi ultimi anni negli Stati Uniti e in Europa, Italia compresa.
Possiamo distinguere:
- Il neo-istituzionalismo storico: analisi delle istituzioni in chiave di path dependence, ovvero di dipendenza della politica dai precedenti percorsi istituzionali.
- Il neo-istituzionalismo sociologico: le istituzioni modellano la politica attraverso la costruzione e l'elaborazione del significato della vita individuale e collettiva, condizionando le percezioni e le preferenze e vincolando le aspettative e gli orientamenti.
- Il neo-istituzionalismo razionale: sono importanti quelle istituzioni che riescono a superare le difficoltà della cooperazione collettiva. Pur mantenendo gli assunti proprie della scelta razionale, quali il comportamento individuale finalizzato a massimizzare il raggiungimento delle proprie preferenze, questa corrente di studiosi si propone di individuare assetti istituzionali che favoriscono la cooperazione.